# Pistore
Pistore (prima metà del XII secolo – Torrebelvicino, 10 luglio 1200) è stato un vescovo cattolico italiano.

## Biografia

### Origini e nomina a vescovo
Delle sue origini si sa ben poco: nato nella prima metà del XII secolo, la sua famiglia non è nota, né si hanno notizie sulla sua formazione. Nel 1169 è citato come priore dell'abbazia di Santa Maria delle Carceri, segno che era entrato nell'ordine agostiniano da qualche tempo.
Le informazioni sul suo conto aumentano dopo la nomina a vescovo della diocesi di Vicenza, da collocare poco dopo la morte del predecessore Giovanni Cacciafronte, avvenuta il 16 marzo 1184. Se nell'agosto successivo la sede era ancora vacante, il 19 ottobre Pistore è attestato come vescovo, quando presenziò a un'investitura rilasciata dall'imperatore Federico I a Obizzo I d'Este presso Verona. Luogo e periodo coincidono con quelli del sinodo promosso da papa Lucio III, il quale pure incontrò il sovrano verso la metà di ottobre.
L'ascesa di Pistore alla cattedra vicentina si colloca in un momento storico molto significativo per le città del Veneto. Questi luoghi, tradizionalmente filoimperiali (si distingueva la sola Padova), erano riluttanti ad accogliere la riforma gregoriana e, in generale, qualsiasi iniziativa tesa a rinvigorire i rapporti tra le diocesi e la Santa Sede. Roma cominciò a fare pressioni perché i vescovi recuperassero i beni ecclesiastici e riaffermassero la libertas Ecclesiae nei confronti delle signorie locali e delle fazioni cittadine. Vicenza fu uno dei centri in cui questo fenomeno si manifestò più tragicamente, tanto che due suoi vescovi furono assassinati: il già citato Giovanni Cacciafronte e lo stesso Pistore.

### I primi provvedimenti e i rapporti con Roma
Già nel 1185 Pistore risulta pienamente dedito all'amministrazione del patrimonio ecclesiastico e al controllo dei propri feudatari, così come aveva già fatto il predecessore. Nel 1187 riunì in assemblea i vassalli e nel 1190 impose loro una dichiarazione dei feudi detenuti per poter inviare un'armata al seguito di Enrico VI, diretto a Roma per l'incoronazione.
Sempre all'inizio del suo mandato promosse una politica per rinvigorire la vita religiosa locale. Nel 1185, in un programma per il recupero dei luoghi sacri abbandonati, affidò la chiesa di San Nicolò dell'Olmo, con l'annesso ospedale, a una confraternita di laici con fini caritatevoli. Nello stesso anno confermò una concessione del predecessore Girolamo (inizi XI secolo) ai canonici della Cattedrale riguardo alle decime su varie località attorno a Vicenza (la cosiddetta Cultura civitatis); questi diritti erano rivendicati dal Comune, tanto che nel 1186 papa Urbano III dovette confermare quanto stabilito da Pistore. Ancora nel 1186 investì il priore di San Giorgio in Braida, presso Verona, di alcune decime da tempo contese tra le diocesi di Vicenza e Verona.
A questi impulsi di riaffermazione della Chiesa vicentina, si contrapponevano delle pesantissime questioni finanziarie. Da un atto del patriarca di Aquileia del 1208, concernente la vendita dei beni della diocesi vicentina per il pagamento dei debiti, sappiamo che Pistore aveva acceso tre carte di credito del valore complessivo di 1 010 lire; ovvero, si era rivolto agli usurai per far fronte alla crisi finanziaria.
Sul finire degli anni 1180 e negli anni 1190 continuò a mantenere forti legami con la Curia romana e ottenne da questa vari incarichi. Particolarmente significativi quelli riguardanti la gestione delle vertenze nelle diocesi del Veneto: si occupò di una lite tra il priore di San Leonardo e il monastero di San Pietro, entrambi a Padova, quindi intervenne contro Ezzelino II da Romano per aver arrecato danni all'abbazia di Sesto al Reghena. Nel 1189 assistette, assieme al vescovo di Belluno, alla consacrazione della chiesa di Santa Maria delle Carceri da parte del patriarca di Aquileia, per poi occuparsi di una controversia fra i canonici di Treviso e le monache di Santa Cristina. Nell'estate 1193 era a Verona, assieme ad altri prelati, presenziando alla promulgazione di un'indulgenza da parte del nunzio pontificio.

### La politica cittadina e la morte
Nonostante i problemi economici che affliggevano l'episcopato, in città Pistore godette inizialmente di grande stima. Non è un caso se, nel corso di una riunione del Consiglio cittadino svoltasi nella cattedrale nel 1189, venisse nominato per primo; in quella stessa occasione sappiamo che la città era governata da un rettore che sembrerebbe agire su ordine del vescovo. Nello stesso periodo gli uomini delle ville del contado giurarono fedeltà in sua presenza. Sulla base di ciò, alcuni studiosi, come Giorgio Cracco, hanno perfino ipotizzato che Pistore ricoprisse la carica di podestà.
La sua influenza politica si affievolì nel periodo successivo. Il Comune cominciò ad agire in modo sempre più autonomo e aumentò l'ostilità della fazione comitale, guidata appunto dal conte Uguccione. Nel 1194, in seguito a una congiura ordita da quest'ultimo, Pistore venne costretto all'esilio (trovò rifugio nel castello di Brendola) assieme ai da Vivaro e ad Ezzelino II. Nel 1196 lo stesso Uguccione gli sottrasse il centro fortificato di Altavilla, ma riuscì a riappropriarsene nello stesso anno.
Il vescovo perse la vita in questo momento di gravissima tensione. A detta di Gerardo Maurisio, mentre assediava coi da Vivaro il castello di Belvicino, occupato da Uguccione sostenuto, ora, di Ezzelino, fu colpito a morte da una freccia. Sempre secondo questo cronista, venne sepolto nella cattedrale, accanto agli altri vescovi vicentini. La datazione sostenuta da Maurisio è in accordo su quanto riportato su un necrologio un tempo esistente a Santa Maria delle Carceri, il quale, pur non confermando la morte violenta, ci informa anche del giorno preciso, il 10 luglio.